# Sustra

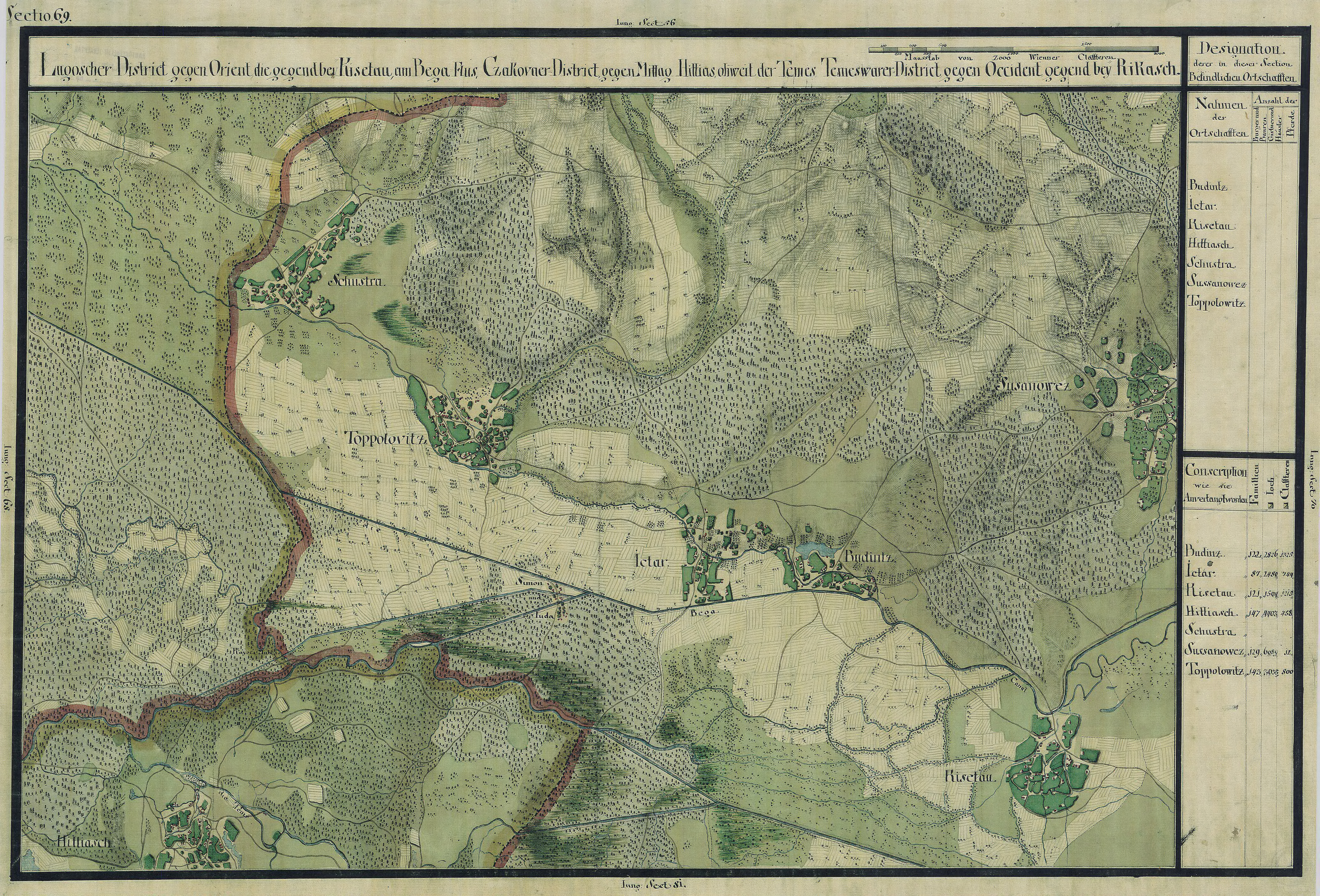

Sustra, románul: Șuștra, település Romániában, a Bánságban, Temes megyében.

## Fekvése
Temesvártól keletre, a Bega völgyében, a Lugosra menő út mellett fekvő település.

## Története
Sustra nevét az 1717. évi összeírás említette először Schustra néven. 1723–1725 között Schustla, 1808-ban Schusztra, 1888-ban Sustra, 1913-ban  Sustra néven írták.
A hódoltság előtti sorsa nem ismert. A török hódoltság végén már lakott helyként volt említve. Az 1717. évi összeíráskor 10 házzal rendelkezett. 1723-1725-ben gróf Mercy térképén a facseti kerületben helyezkedett el, az 1761 évi térkép szerint a lugosi kerülethez tartozott, 1779-ben pedig Temes vármegyéhez csatolták.
1838-ban Sustrán 32 2/8 egész jobbágytelekkel szerepelt az összeírásban. Sustra birtokosa a kamara volt. A 20. század elején pedig kincstári birtok volt.
A trianoni békeszerződés előtt Temes vármegye Temesrékasi járásához tartozott.
1910-ben 842 lakosából 802 román, 28 magyar volt. Ebből 810 görögkeleti ortodox, 24 római katolikus volt.

## Nevezetességek
- Görögkeleti temploma 1887-ben épült.